# Lúzsok
Lúzsok là một thị trấn thuộc hạt Baranya, Hungary. Thị trấn này có diện tích 6,52 km², dân số năm 2010 là 259 người, mật độ 40 người/km².